# Кобаясі Такасі
Такасі Кобаясі (яп. 小林 孝至; нар. 17 травня 1963, Усіку, префектура Ібаракі, регіон Канто) — японський борець вільного стилю, бронзовий призер чемпіонату світу, срібний призер чемпіонату Азії, чемпіон Азійських ігор, чемпіон Олімпійських ігор.

## Біографія
Боротьбою почав займатися з 1978 року. Виступав за Університет Ніхон з Токіо. Закінчив відділення фізичної культури цього університету. 1989 був нагороджений спеціальним призом премії Асахі. 1991 завершив спортивну кар'єру, навчав молоде покоління. Працює у відділі зв'язків з громадськістю Японської асоціації спортивної боротьби.

## Виступи на Олімпіадах
| Змагання                    | Збірна | Вагова категорія | Місце  |
| --------------------------- | ------ | ---------------- | ------ |
| Літні Олімпійські ігри 1988 | Японія | 48 кг            | Золото |

## Виступи на Чемпіонатах світу
| Змагання                        | Збірна | Вагова категорія | Місце  |
| ------------------------------- | ------ | ---------------- | ------ |
| Чемпіонат світу з боротьби 1987 | Японія | 48 кг            | 11     |
| Чемпіонат світу з боротьби 1990 | Японія | 48 кг            | Бронза |

## Виступи на Чемпіонатах Азії
| Змагання                       | Збірна | Вагова категорія | Місце  |
| ------------------------------ | ------ | ---------------- | ------ |
| Чемпіонат Азії з боротьби 1983 | Японія | 48 кг            | Срібло |

## Виступи на Азійських іграх
| Змагання           | Збірна | Вагова категорія | Місце  |
| ------------------ | ------ | ---------------- | ------ |
| Азійські ігри 1982 | Японія | 48 кг            | Золото |

## Виступи на інших змаганнях
| Змагання                           | Збірна | Вагова категорія | Місце  |
| ---------------------------------- | ------ | ---------------- | ------ |
| Супер-чемпіонат світу 1985         | Японія | 48 кг            | Золото |
| Гран-прі Німеччини з боротьби 1988 | Японія | 48 кг            | 6      |